# Mortes em setembro de 2011
Mortes em 2011: ← Janeiro – Fevereiro – Março – Abril – Maio – Junho – Julho – Agosto – Setembro – Outubro – Novembro – Dezembro →
Esta é uma relação de pessoas notáveis que morreram durante o mês de setembro de 2011, listando nome, nacionalidade, ocupação e ano de nascimento. 

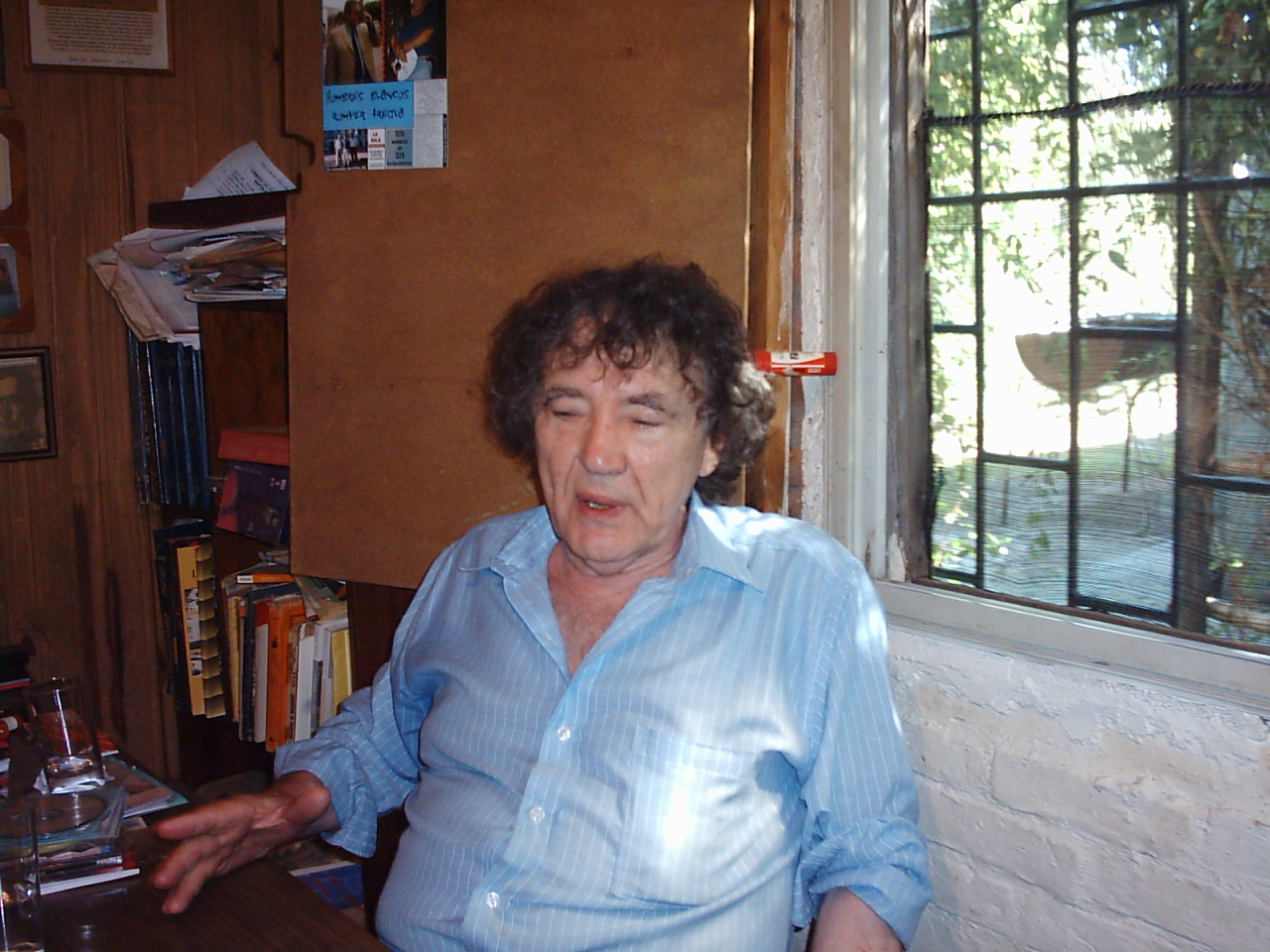
León Rozitchner, filósofo argentino.

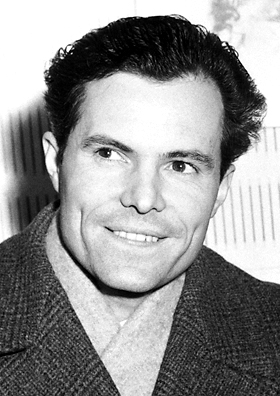
Rudolf Mössbauer, físico alemão.

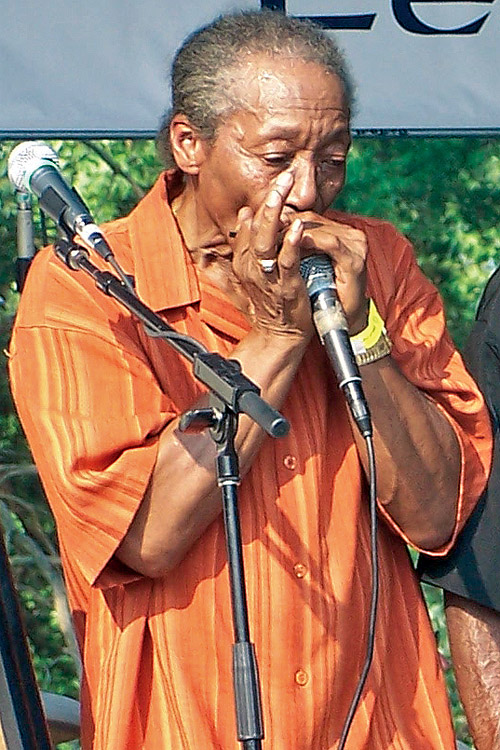
Willie "Big Eyes" Smith, músico estadunidense.

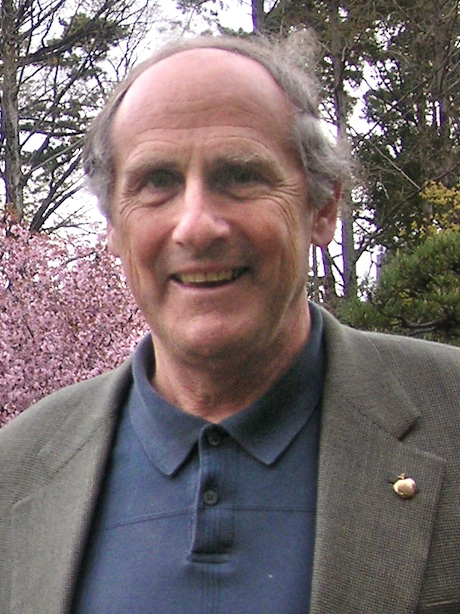
Ralph Steinman, biólogo canadense.

| Dia | Nome                    | Profissão ou motivo de reconhecimento     | Nacionalidade          | Ano de nasc. | Ref    |
| --- | ----------------------- | ----------------------------------------- | ---------------------- | ------------ | ------ |
| 2   | Felipe Camiroaga        | Apresentador de TV                        | Chile                  | 1967         | [ 1 ]  |
| 3   | Andrezej Maria Deskur   | Religioso                                 | Polónia                | 1924         | [ 2 ]  |
| 4   | León Rozitchner         | Filósofo                                  | Argentina              | 1924         | [ 3 ]  |
| 5   | Salvatore Licitra       | Cantor de ópera                           | Itália                 | 1968         | [ 4 ]  |
| 6   | Michael Hart            | Fundador do Projeto Gutenberg             | Estados Unidos         | 1947         | [ 5 ]  |
| 8   | Marcos Plonka           | Ator                                      | Brasil                 | 1939         | [ 6 ]  |
| 9   | Vo Chi Cong             | Político                                  | Vietname               | 1912         | [ 7 ]  |
| 9   | Manito                  | Músico                                    | Brasil                 | 1944         | [ 8 ]  |
| 10  | Cliff Robertson         | Ator                                      | Estados Unidos         | 1923         | [ 9 ]  |
| 11  | Christian Bakkerud      | Automobilista                             | Dinamarca              | 1984         | [ 10 ] |
| 11  | Andy Whitfield          | Ator                                      | País de Gales          | 1974         | [ 11 ] |
| 13  | Expedito Parente        | Engenheiro, inventor do biodiesel         | Brasil                 | 1940         | [ 12 ] |
| 13  | Mehdi Favéris-Essadi    | DJ                                        | França                 | 1977         | [ 13 ] |
| 13  | Richard Hamilton        | Artista plástico                          | Inglaterra             | 1922         | [ 14 ] |
| 13  | Walter Bonatti          | Alpinista                                 | Itália                 | 1939         | [ 15 ] |
| 14  | Rudolf Mössbauer        | Físico                                    | Alemanha               | 1929         | [ 16 ] |
| 15  | Bento Chimelli          | Político                                  | Brasil                 | 1933         | [ 17 ] |
| 16  | Jordi Dauder            | Ator                                      | Espanha                | 1938         | [ 18 ] |
| 16  | Willie "Big Eyes" Smith | Músico                                    | Estados Unidos         | 1936         | [ 19 ] |
| 18  | Jamey Rodemeyer         | Estudante e ativista que cometeu suicídio | Estados Unidos         | 1997         | [ 20 ] |
| 19  | George Cadle Price      | Político                                  | Belize                 | 1919         | [ 21 ] |
| 20  | Burhanuddin Rabbani     | Político                                  | Afeganistão            | 1940         | [ 22 ] |
| 20  | Arch West               | Executivo                                 | Estados Unidos         | 1914         | [ 23 ] |
| 21  | Júlio Resende           | Pintor                                    | Portugal               | 1917         | [ 24 ] |
| 21  | Paulette Dubost         | Atriz                                     | França                 | 1910         | [ 25 ] |
| 22  | Aristides Pereira       | Político                                  | Cabo Verde             | 1923         | [ 26 ] |
| 23  | José Niza               | Compositor                                | Portugal               | 1938         | [ 27 ] |
| 23  | Marlene França          | Atriz                                     | Brasil                 | 1943         | [ 28 ] |
| 24  | Cleto Falcão            | Político                                  | Brasil                 | 1952         | [ 29 ] |
| 25  | Wangari Maathai         | Ambientalista                             | Quênia                 | 1940         | [ 30 ] |
| 25  | Theyab Awana            | Futebolista                               | Emirados Árabes Unidos | 1990         | [ 31 ] |
| 26  | Sergio Bonelli          | Ilustrador                                | Itália                 | 1932         | [ 32 ] |
| 26  | Jesús María Pereda      | Futebolista                               | Espanha                | 1938         | [ 33 ] |
| 27  | Escurinho               | Futebolista                               | Brasil                 | 1950         | [ 34 ] |
| 27  | Imre Makovecz           | Arquiteto                                 | Hungria                | 1935         | [ 35 ] |
| 27  | Redson Pozzi            | Músico                                    | Brasil                 | 1962         | [ 36 ] |
| 28  | Alfredo Pieroni         | Jornalista e escritor                     | Itália                 | 1923         | [ 37 ] |
| 29  | Susumo Itimura          | Político                                  | Japão/ Brasil          | 1918         | [ 38 ] |
| 29  | Sylvia Robinson         | Cantora                                   | Estados Unidos         | 1936         | [ 39 ] |
| 30  | Antônio Ueno            | Político                                  | Brasil                 | 1923         | [ 40 ] |
| 30  | Norberto José Teixeira  | Político                                  | Brasil                 | 1954         | [ 41 ] |
| 30  | Ralph Steinman          | Biólogo                                   | Canadá                 | 1943         | [ 42 ] |